# Skärblacka bruk

Skärblacka bruk är ett bruk i Norrköpings kommun (Kullerstads socken), Östergötlands län.

## Historik
Skärblacka bruk var belägget nära Motala ströms utflöde i Glan i Kullerstads socken, Memmings härad. Bruket anlades 1639 på Hagets ägor och ägdes 1750 av brukspatron Peter Agrell, 1800 av brukspatron Karl Tisell och 1820 av greve Karl Gustaf Spens, samt grevens son. 1824 såldes bruket till grosshandlaren E. G. Godenius och 1840 såldes det till brukspatron Konrad Kristian Pamp till Ljusfors. Pamps änka Mathilda Pålman ägde bruket 1850 och 1853. På 1870-talet ägdes bruket av brukspatron John Örvall.
Bruket anlades först för stångjärnstillverkning men från 1777 och 1807 även för manufaktur. Stångjärnstillverkningen utgjordes år 1874 av 4000 centner. På bruket fanns även en kvar och en såg. År 1870 bildades ett aktiebolag som byggde en fabrik på bruket för att tillverka pappersmassa. Fabriken gjorde 1874 om till ett pappersbruk.

### 1900-talet
Bruket såldes mellan 1917 och 1918 tillsammans med Ljusfors bruk till Fiskeby Fabriks AB. År 1942 såldes Fiskeby till Kooperativa Förbundet. Ljusfors och Skärblacka bruks slogs samman 1953 under namnet Skärblacka bruk. År 1988 såldes Skärblacka bruk till Holmens bruk. Bruket ägs sedan 2001 av Billerud AB.